# 瑙吉万
瑙吉万，是匈牙利亚斯-瑙吉孔-索尔诺克州所辖的一个村，总面积43.16平方公里，总人口1175，人口密度27.2人/平方公里（2010年1月1日）。